# Abraham Staal
Abraham Staal (Gouda, 1752 - Vlaardingen, 5 april 1804) was een Nederlandse doopsgezinde leraar te Goes (1779), Bolsward (1787) en Leeuwarden (1788), die preek en revolutie combineerde. Hij stond vanwege zijn uiterlijk als "arendsneus" bekend. In het boek De Knorrepot en de Menschenvriend wordt hij door Gerrit Paape ten tonele gevoerd als dominee Langhals.
Staal studeerde in Amsterdam tot 1778; zijn studiegenoten waren Wijbo Fijnje en François Adriaan van der Kemp. Vervolgens is hij aangesteld in Goes. Op 8 mei 1787 accepteerde Staal een aanstelling als doopsgezind voorganger in Bolsward. Ook vanuit Dokkum bleek belangstelling om hem aan te stellen, toen de doopsgezinde gemeente van Goes, bestaande uit 14 leden, waarvan het merendeel boven de vijftig jaar werd samengevoegd met die van Middelburg. Van revolutionaire activiteiten gedurende de patriottentijd in Bolsward is niets bekend, alhoewel de doopsgezinden tamelijk actief waren in het plaatselijke vrijwillige schutterij.
Abraham Staal maakte in Leeuwarden onderdeel uit van de harde kern van politieke militanten, bijeenkomend in de volkssociëteit. Hij werd in 1796 door de Volksrepresentanten benoemd tot raadsheer in het Hof van Friesland (1796), samen met de journalist Paape. Beide waren niet juridisch geschoold, maar benoemd vanwege hun politieke ervaring. Binnen een jaar kwamen Staal en Paape door hun fanatisme in moeilijkheden, nadat de aanzetters tot het Kollumer oproer waren berecht. Op advies van een commissie, waarin Eise Eisinga zitting had, is Paape enkele maanden later geroyeerd.
Na de staatsgreep op 12 juni 1798 is door het Uitvoerend Bewind huiszoeking gedaan bij Staal. De activiteiten van de volkssociëteiten werden verboden. Hij werd overgebracht naar Huis ten Bosch in Den Haag, waar de gevangenen in de tuin konden wandelen, maar niemand mochten spreken.